# Kaub
Kaub är en småstad på östra sidan av floden Rhen i Tyskland, belägen i Rhein-Lahn-Kreis i Rheinland-Pfalz.  Staden har cirka 1 000 invånare och ingår som en del i kommunalförbundet Verbandsgemeinde Loreley.
Staden är främst känd för borgen Pfalzgrafenstein, som är belägen mitt i floden Rhen vid Kaub.  Staden och de många borgarna och andra kulturarven i den omgivande trakten utgör sedan år 2002 en del av UNESCO-världsarvet Övre Mittelrhein-dalen.